# Onyeka Onwenu
Onyeka Onwenu (31 tháng 1 năm 1952 – 30 tháng 7 năm 2024) là một ca sĩ, nhạc sĩ, nữ diễn viên, nhà hoạt động nhân quyền, nhà hoạt động xã hội, nhà báo, chính trị gia, nghệ sĩ thu âm và giám khảo series X Factor. Bà đến từ Arondizuogu, một thị trấn nhỏ thuộc khu vực chính quyền địa phương Bắc Ideato của bang Imo phía đông nam Nigeria. Bà là con gái út của nhà giáo dục và chính trị gia Nigeria D.K Onwenu. Cha bà qua đời khi bà mới bốn tuổi, trong một chế độ chuyên quyền. Bà được báo chí Nigeria mệnh danh là "Stallion thanh lịch". Bà là cựu chủ tịch Hội đồng Nghệ thuật và Văn hóa Nhà nước Imo và hiện là Giám đốc Điều hành của Trung tâm Phát triển Phụ nữ Quốc gia. Bà được kính trọng như một huyền thoại sống.
Ngày 30 tháng 7 năm 2024, Onwenu bất tỉnh sau khi biểu diễn tại bữa tiệc sinh nhật của một người bạn ở Lagos. Cô ấy ngay lập tức được đưa đến Bệnh viện Reddington nơi cô ấy được xác nhận đã chết ở tuổi 72.

## Sự nghiệp truyền hình
Onwenu có bằng Cử nhân Truyền thông và Quan hệ Quốc tế từ trường Wesley College of Massachusetts ở Massachusetts, Hoa Kỳ và bằng Thạc sĩ Nghiên cứu Truyền thông của Trường The New School for Social Research ở New York. Bà đã làm việc nhiều năm tại Liên Hợp Quốc ở New York trước khi trở về Nigeria vào năm 1980, nơi bà đã hoàn thành Dịch vụ Quốc gia một năm bắt buộc trong Cơ quan Truyền hình Quốc gia (NTA). Khi còn ở NTA, bà đã tạo nên một hình ảnh phóng viên không sợ đụng chạm, sắc sảo và không sợ hãi. Năm 1984, bà đã viết kịch bản và giới thiệu bộ phim tài liệu có tên "Nigeria, A Squandering of Riches" trên kênh BBC/NTA, bộ phim đã trở nên nổi tiếng trên toàn thế giới, bộ phim đã phơi bày bộ mặt tham nhũng ở Nigeria cũng như việc người bằng châu thổ Nigeria kiểm soát tài nguyên và chiến dịch chống suy thoái môi trường ở vùng giàu dầu lửa của Nigeria. Bà cũng đã phục vụ trong hội đồng quản trị của NTA.